# Michael Myers
Michael Myers is een personage uit een reeks horrorfilms. Hij verscheen voor het eerst in Halloween (1978) van John Carpenter. De bovennatuurlijke moordenaar Myers werd door de jaren heen door verschillende acteurs vertolkt.

## Origine & motivatie

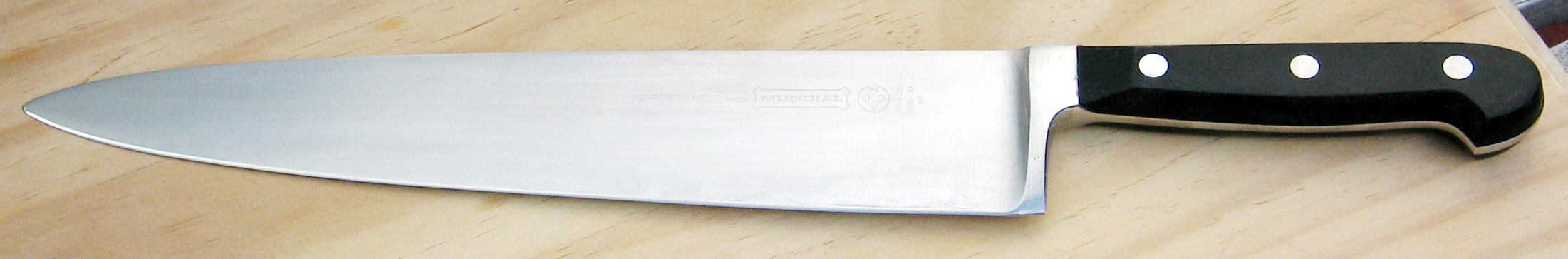
Hét kenmerkende wapen van Myers: het grote keukenmes

Myers is een personage dat voornamelijk een grote rol speelt in Carpenters Halloween en vervolgen daarop. Hij ontbreekt alleen in deel drie van deze filmserie (Halloween III: Season of the Witch), dat verhaaltechnisch compleet los staat van de rest van de reeks.
Myers verschijnt in het eerste deel van de Halloween-serie ten tonele als zesjarig jongetje dat tijdens het Halloweenfeest van 1963 zijn zus Judith doodsteekt met een keukenmes. Als gevolg daarvan wordt hij opgenomen in de psychiatrische instelling Smith's Grove Sanitarium. Vijftien jaar later ontsnapt hij en keert hij terug naar zijn geboorteplaats. Hier begint hij babysitters te vermoorden. Hij blijkt in het bijzonder op zoek naar Laurie Strode. Zij weet dan nog niet dat zij zijn kleine zusje is, terwijl Myers gefixeerd is op het vermoorden van zijn hele familie. Zijn psychiater Samuel Loomis probeert hem te vinden om te voorkomen dat hij zijn doel kan bereiken. Myers is tegelijkertijd zo rechtlijnig in zijn doel Strode te vinden dat hij iedereen vermoordt die hem tijdens zijn zoektocht in de weg staat. Wanneer hij er in Halloween 4: The Return of Michael Myers achterkomt dat Strode een dochter heeft, Jamie Lloyd, wordt zij tot en met Halloween: The Curse of Michael Myers  zijn doelwit. Vanaf Halloween H20: 20 Years Later worden de gebeurtenissen uit de voorgaande drie films genegeerd en gaat het Myers opnieuw om Strode.
Myers lijkt in staat vrijwel elke soort verwonding te overleven. Hij wordt in de eerste vijf films beschoten, valt van een balkon, wordt opgeblazen, verbrandt, valt in een mijnschacht en wordt volgespoten met grote hoeveelheden tranquillizers. Hij duikt steeds weer op, herstelt van zijn verwondingen of komt bij uit een coma.

### Remakes
In de remake Halloween (2007) en vervolgfilm Halloween II (2009) laat regisseur Rob Zombie Myers motief om achter Strode aan te gaan onduidelijker. Hij laat de vraag of hij haar uit moordlust probeert te vinden of uit broederliefde onbeantwoord. In Zombies films is het masker dat hij draagt ook niet willekeurig gevonden, maar met opzet door Myers gemaakt om zich achter te verschuilen voor de wereld. Hij groeit als jongen zichtbaar op tot een menselijke psychopaat, in plaats van zich zonder achtergrond te manifesteren als een onverklaard puur kwaad.
Zombies aanpassingen worden in Halloween weer ongedaan gemaakt door middel van een retcon van regisseur David Gordon Green en de inbreng van uitvoerend producent John Carpenter, de oorspronkelijke bedenker van Myers. Carpenter wilde dat Myers weer een obscuur, ongrijpbaar kwaad zou zijn. Daarom beschouwde hij vrijwel alles wat na zijn origineel uit 1978 over Myers was beweerd als niet gebeurd en schreef hij een vervolg op het eerste deel alsof dat het eerste was. De Halloween uit 2018 vormt zo samen met de daaropvolgende delen Halloween Kills en Halloween Ends een trilogie vervolgen op het origineel (Green regisseerde alle drie de delen hiervan). Verhaaltechnisch resulteert dit erin dat Myers, veertig jaar nadat hij werd opgepakt in het oorspronkelijke Halloween-verhaal, ontsnapt tijdens het vervoer naar een zwaarbewaakte gevangenis. Daarop zet hij koers naar de woonplaats van zijn zus Laurie (en haar dochter).

## Verschijningen
- Halloween (1978)
- Halloween II (1981)
- Halloween 4: The Return of Michael Myers (1988)
- Halloween 5: The Revenge of Michael Myers (1989)
- Halloween: The Curse of Michael Myers (1995)
- Halloween H20: 20 Years Later (1998)
- Halloween: Resurrection (2002)
- Halloween (2007, een remake van het eerste deel uit 1978)
- Halloween II (2009, een origineel vervolg op de remake uit 2007)
- Halloween (2018, een vervolg op de film uit 1978)
- Halloween Kills (2021, een origineel vervolg op de film uit 2018)
- Halloween Ends (2022)

### Boekadaptaties
- Curtis Richards - Halloween (1979)
- Jack Martin - Halloween II (1981)
- Nicholas Grabowsky - Halloween IV (1988)
- John Passarella - Halloween (2018) (2018)
- Tim Waggoner - Halloween Kills (2021)
- Paul Brad Logan - Halloween Ends (2022)

## Vertolkers

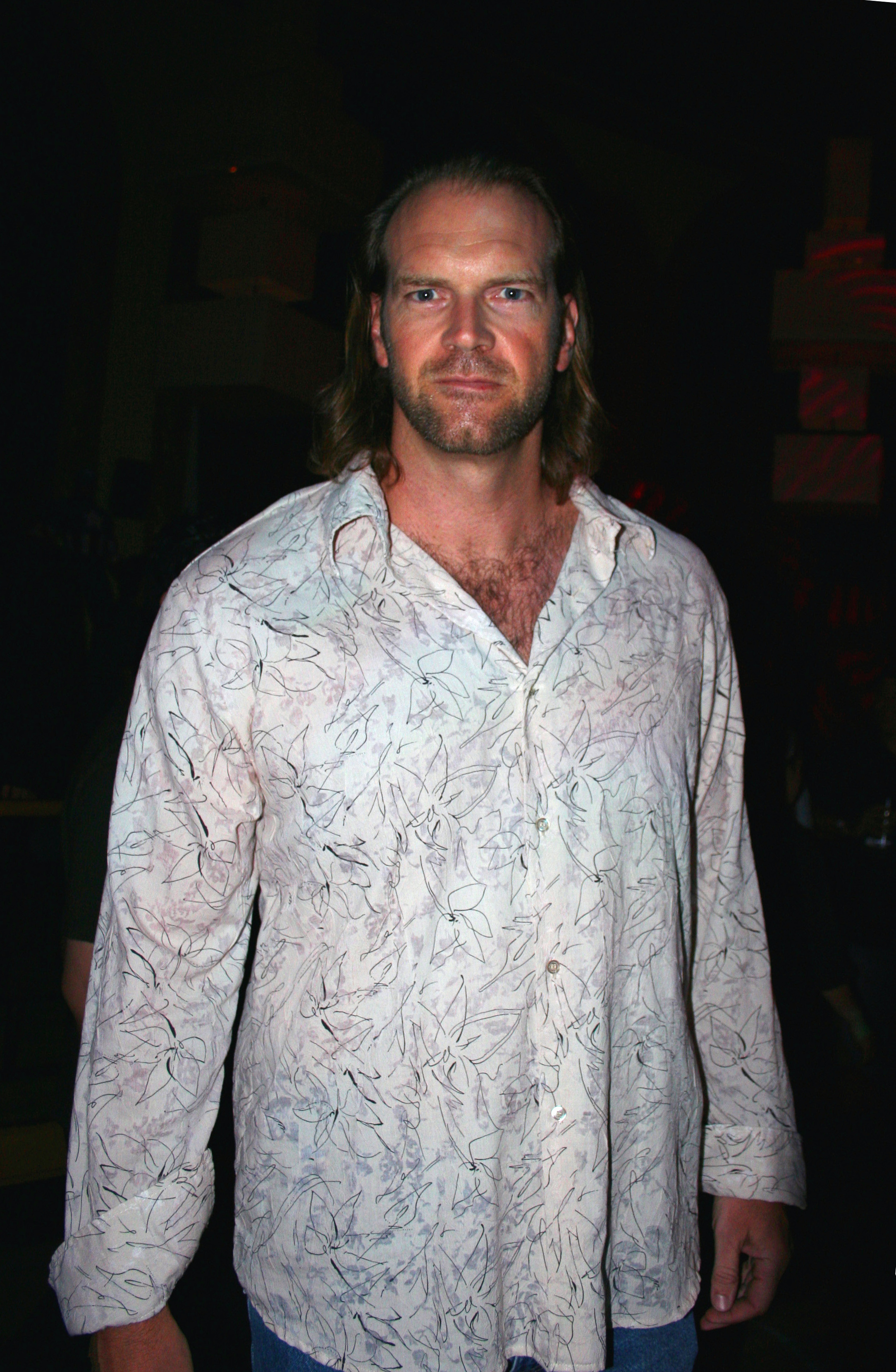
Tyler Mane

Door de jaren heen kropen verschillende acteurs in de huid van Myers. Een overzicht:
- Will Sandin (speelt Myers als zesjarige in Halloween I uit 1978)
- Nick Castle, Tony Moran en Tommy Lee Wallace (de volwassen Myers uit Halloween I uit 1978)
- Dick Warlock (Halloween II uit 1981)
- George P. Wilbur (Halloween IV en The Curse of Michael Myers)
- Tom Morga (speelt Myers in verband in Halloween IV)
- Erik Preston (speelt Myers als jongetje in een visioen van Jamie Lloyd in Halloween IV)
- Don Shanks (Halloween V)
- Chris Durand (Halloween H20)
- Brad Loree (Halloween Resurrection)
- Daeg Faerch (speelt Myers als tienjarige in Halloween I uit 2007)
- Chase Wright Vanek (speelt Myers als jongetje in Halloween II uit 2009)
- Tyler Mane (speelt Myers als volwassene in Halloween I uit 2007 en Halloween II uit 2009)
- Nick Castle / James Jude Courtney (Halloween uit 2018, Halloween Kills uit 2021 en Halloween Ends uit 2022)
- Airon Armstrong en Christian Michael Pates (spelen de jonge Myers in Halloween Kills)

## Anderemoviemonsters
Myers is een van de verschillende (bovennatuurlijke) filmmoordenaars die begin jaren 80 zorgden voor een opleving van het slasher-filmgenre. Zie voor andere iconen uit het horrorgenre ook:
- Freddy Krueger (A Nightmare on Elm Street (franchise))
- Hannibal Lecter (The Silence of the Lambs)
- Jason Voorhees (Friday the 13th (franchise))
- Leatherface (The Texas Chain Saw Massacre)
- Pinhead (Hellraiser)
- Chucky (Child's Play)
- Ghostface (Scream)